# Taubensee (Ramsau)

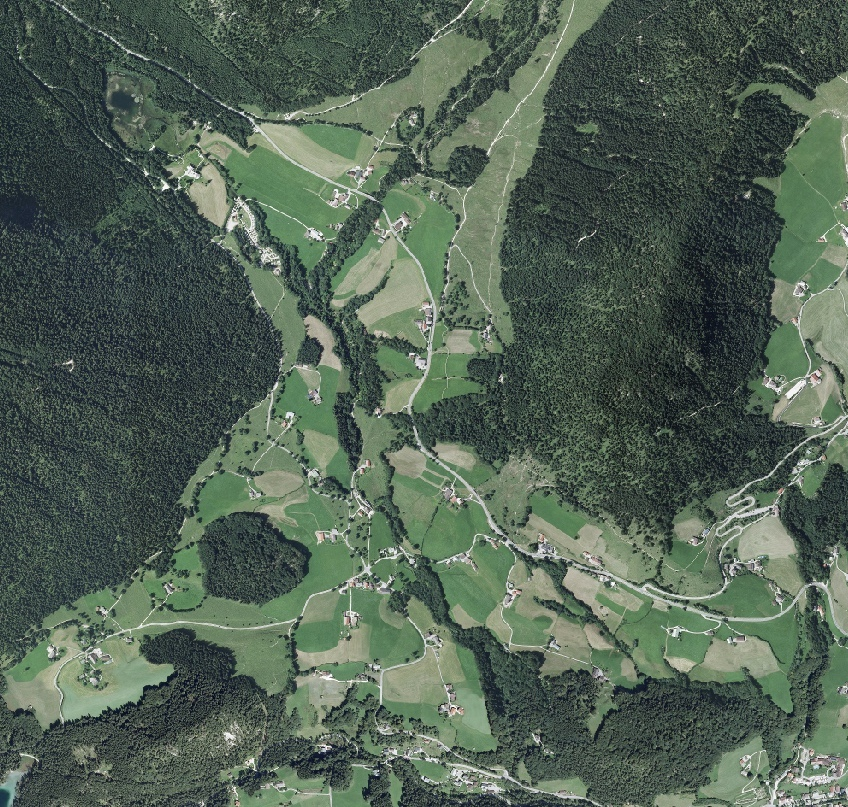
Orthofoto der Gnotschaft Taubensee, sowie unten links Antenbichl

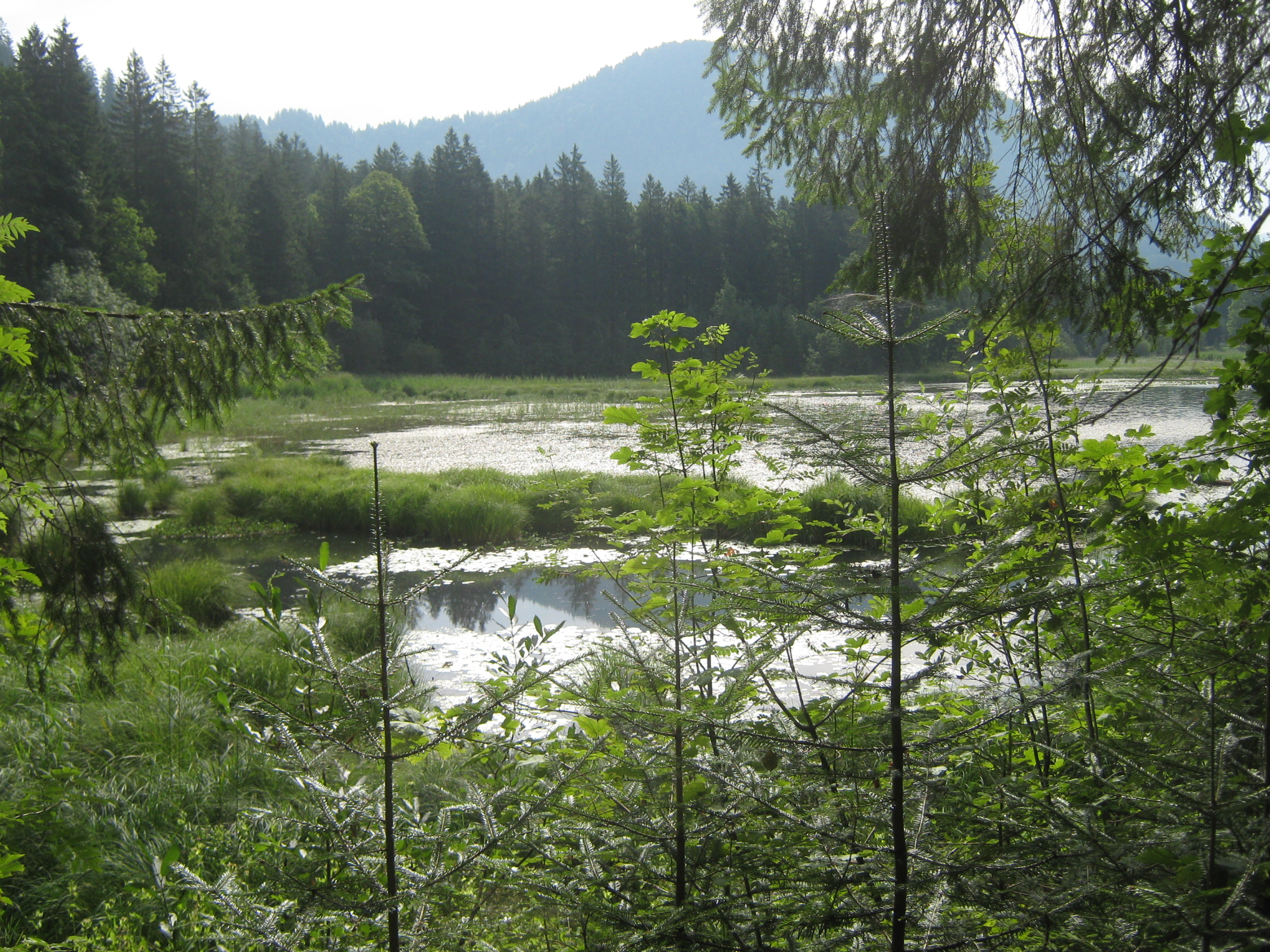
Der Taubensee (von Nordwesten)

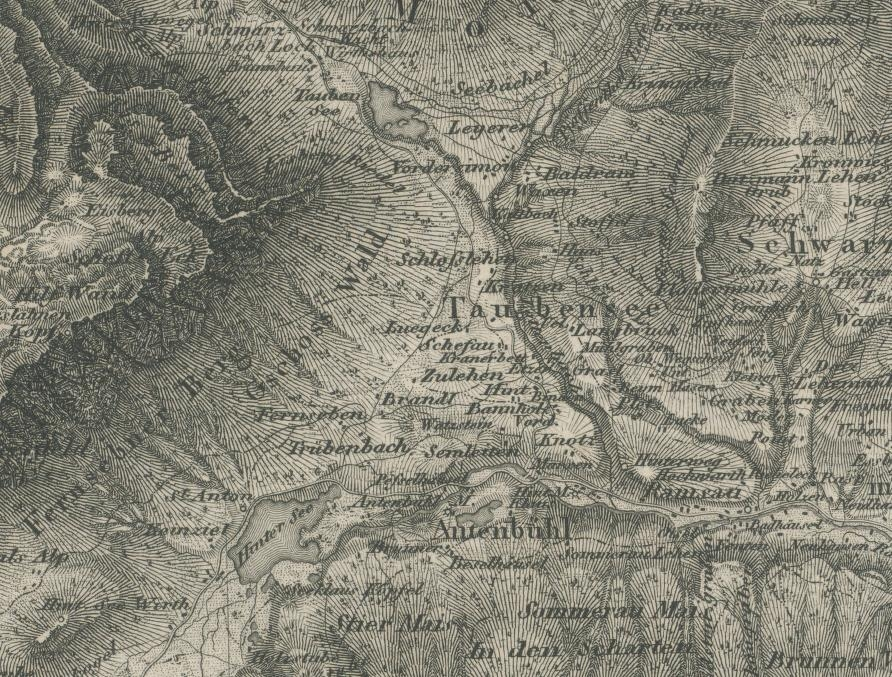
Historische Karte (1830–1840)

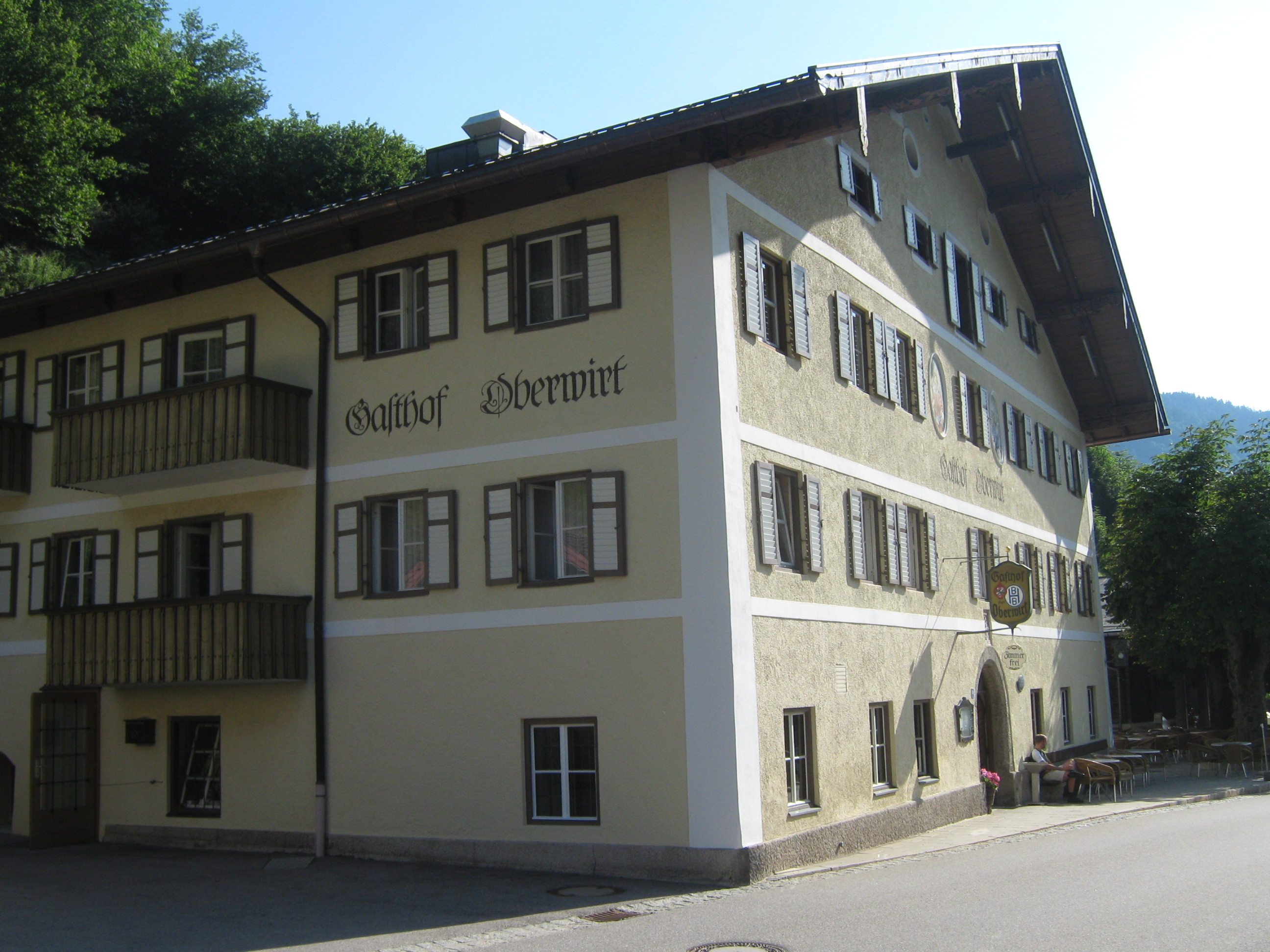
Gasthof Oberwirt

Taubensee ist ein Gemeindeteil bzw. eine Gnotschaft von Ramsau bei Berchtesgaden. Der Ortsteil ist benannt nach dem kleinen im Nordwesten gelegenen Taubensee.

## Geographie
Die Gnotschaft Taubensee liegt im nordwestlichen Teil des Gemeindegebiets der Ramsau. Sie reicht im Osten bis zum Schwarzeckerbach, der in die Ramsauer Ache mündet. Dort grenzt sie an die Gnotschaft Schwarzeck. Weiter nördlich ist sie von Schwarzeck durch die bis zu 1329 Meter hohe Gesengschneid getrennt. Westliche Grenze ist der Lattenbach sowie weiter südlich ab der Brücke über den Lattenbach der Kunterweg, wo Taubensee an die Gnotschaft Antenbichl grenzt. Nordwestlich der Gnotschaft liegt der unbewohnte und früher ausmärkische Forst Taubensee, der 1984 nach Ramsau eingemeindet wurde. Ebenso wie die Gnotschaften Schwarzeck und Au hat Taubensee Anteil an dem im Zusammenhang bebauten Innenbereich im Tal der Ramsauer Ache, der als Dorf Ramsau oder als Ortszentrum bezeichnet wird, und zwar über eine Länge von rund 415 Metern von den Hausnummern „Im Tal“ 73 bis 97 (ohne 74 – zu Schwarzeck, und 96 – zu Antenbichl). Damit liegt der historische Weiler Ramsau, etwa von der Pfarrkirche St. Sebastian bis zum Oberwirt in der Gnotschaft Taubensee.
In Tallage an der Ramsauer Ache verläuft die heutige Staatsstraße 2099 zum Hirschbichl durch die Gnotschaft. Sie diente früher dem Salztransport. Oberhalb des Taubensees führt die B305, hier Teil der Deutschen Alpenstraße, nach Schneizlreuth zum Gebirgspass Schwarzbachwacht. 
Im Amtlichen Ortsverzeichnis zur Volkszählung am 25. Mai 1987 wird für die Taubensee eine Bevölkerung von 396 nachgewiesen, in 93 Gebäuden mit Wohnraum und 142 Wohneinheiten. Damit ist Taubensee nach der Gnotschaft Au der zweitgrößte Ortsteil von Ramsau.

## Geschichte
Vermutlich bereits ab Ende des 14. Jahrhunderts bildete Taubensee zusammen mit Antenbichl den 2. Gnotschaftsbezirk der „Urgnotschaft“ Ramsau im Berchtesgadener Land, über das als „Geschlossener Waldbezirk“ und dann besiedeltes Kernland ab 1155 das Klosterstift Berchtesgaden und von 1559 bis 1803 die reichsunmittelbare Fürstpropstei Berchtesgaden als kleines, eigenständiges Fürstentum verfügte.
Nach drei kurz hintereinander folgenden Herrschaftswechseln wurde 1810 das Berchtesgadener Land mit seinen Gnotschaften dem Königreich Bayern angegliedert und aus Ramsau ab 1812 eine Gemeinde mit Taubensee und Antenbichl als nunmehr zwei voneinander abgegrenzten Gnotschaften.
Da Größe und Gliederung der Gemeinde Ramsau bei Berchtesgaden in den 1970ern von der Gebietsreform in Bayern nicht verändert wurden, ist Taubensee noch heute ein Ortsteil bzw. eine Gnotschaft dieser Gemeinde.

## Sehenswürdigkeiten
In der Gnotschaft Taubensee gibt es insgesamt 20 denkmalgeschützte Gebäude.
Besonders herausragend sind die 1512 erbaute Pfarrkirche St. Sebastian (ergänzt 1658 um den historischen Friedhof), die durch die Landschaftsmaler weltbekannt wurde und die Wallfahrtskirche Maria Kunterweg, die 1731 bis 1733 errichtet als einer der originellsten bayerischen Rokoko-Bauten gilt.
Die Hindenburglinde zählt zu den national bedeutsamen Bäumen.